# Moltkestraße 67

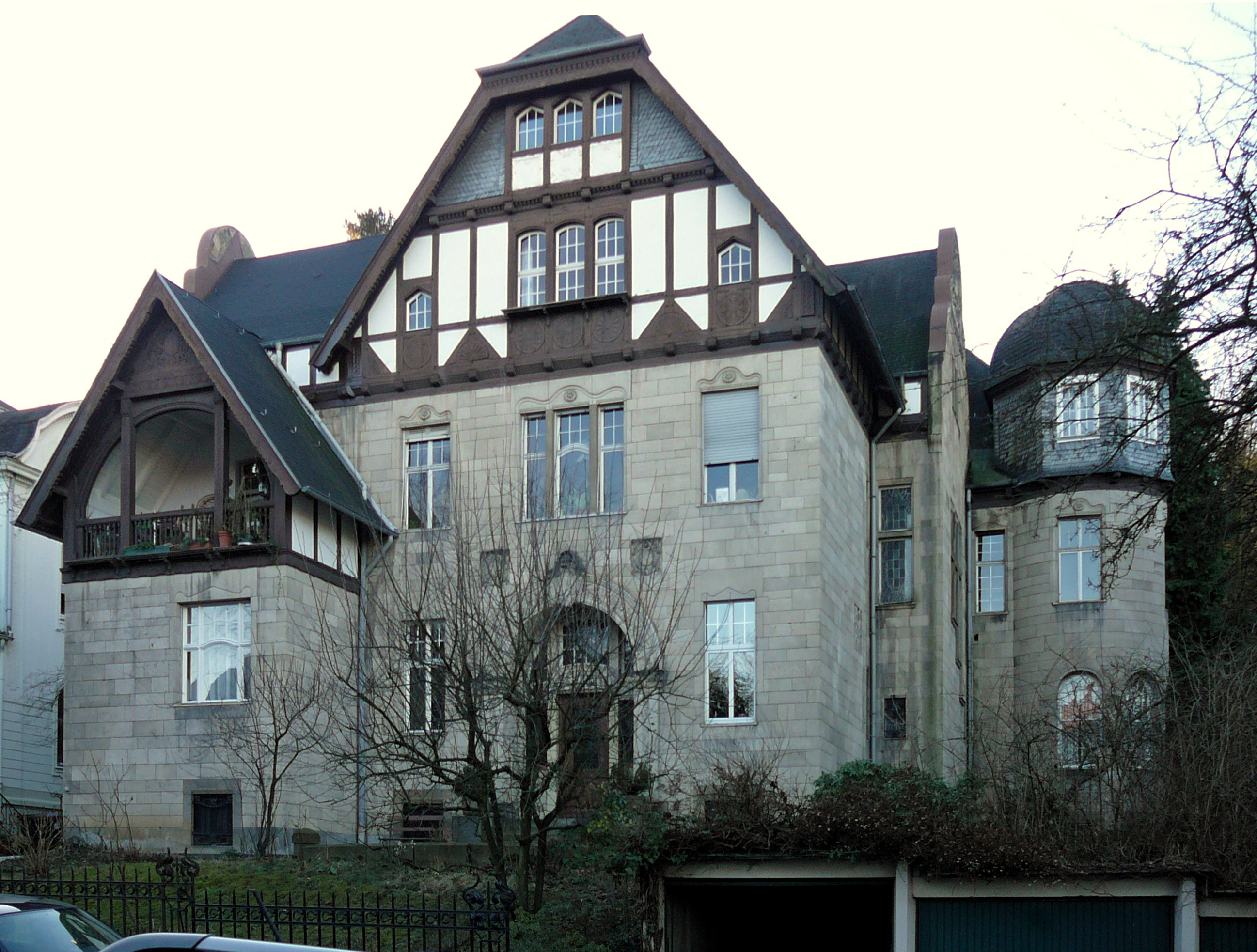
Moltkestraße 67 in Wuppertal-Elberfeld (2008)

Das Objekt Moltkestraße 67 ist eine Villa in Wuppertal, im Stadtbezirk Elberfeld-West, im Briller Viertel. Das zweigeschossige Gebäude mit ausgebautem Dachgeschoss in der Moltkestraße steht unter Denkmalschutz. Es ist nach der Beschreibung des Denkmalseintrages mit wertvoller Natursteinfassade erstellt, die Giebel erhielten ein Fachwerk zur Zierde. An der nördlichen Seite ist ein oktogonaler Treppenhausturm mit Haube angebaut.

## Geschichte
Die Gründerzeitvilla mit Elementen des Jugendstils wurde kurz nach 1900 vom Textilfabrikanten Eduard Gebhard (1836–1923) errichtet. Durch dynastische Hochzeiten war sie später auch als Frowein’sche Villa bekannt. 1961 wurde die Villa vom Architekten- und Galeristen-Ehepaar Rolf und Anneliese Jährling bezogen, die dort neben der Galerie Parnass ein Architekturbüro und eine Privatwohnung nutzten. Vermieter war der damalige Oberbürgermeister Heinz Frowein, der im Haus nebenan wohnte. Mit ihren geräumigen Zimmern vom Keller bis zum Speicher bildete die Villa den Ort für die ersten Prä-Fluxus-Veranstaltungen in Deutschland. Am 24. Januar 1985 wurde die Villa einschließlich der Einfriedigung als Baudenkmal in die Denkmalliste der Stadt Wuppertal eingetragen.